# How Brown Saw the Baseball Game
How Brown Saw the Baseball Game (tạm dịch: Cách Brown xem trận bóng chày), còn được biết với cái tên How Jones Saw the Baseball Game (tạm dịch: Cách Jones xem trận bóng chày), là một bộ phim câm ngắn thuộc thể loại hài của Mỹ được sản xuất và phát hành vào năm 1907 bởi Công ty Sản xuất Lubin. Bộ phim theo chân một người hâm mộ bóng chày tên là Brown. Ông uống rất nhiều rượu trước khi xem một trận bóng chày và trở nên say đến nỗi ông trông thấy trận đấu như chuyển động ngược lại. Nhiều hiệu ứng đặc biệt đã được sử dụng trong quá trình sản xuất.
Bộ phim được phát hành vào tháng 11 năm 1907. Tạp chí điện ảnh The Moving Picture World trong số phát hành năm 1908 đánh giá bộ phim "thành công" và "thực sự hài hước". Tính đến  năm 2024, không ai chắc chắn còn tồn tại một bản phát hành nào của bộ phim, cũng như danh tính của dàn diễn viên và đoàn làm phim. Các nhà nghiên cứu lịch sử điện ảnh đã ghi nhận những điểm tương đồng giữa cốt truyện của How Brown Saw the Baseball Game và bộ phim hài How the Office Boy Saw the Ball Game của đạo diễn Edwin S. Porter phát hành năm 1906.

## Nội dung
Trước khi đi xem trận bóng chày tại một sân bóng gần đó, ông Brown đã uống một vài ly cocktail highball. Ông đến sân bóng để theo dõi trận đấu, nhưng ông đã say rượu đến nỗi trận đấu trông như bị đảo ngược, những cầu thủ chạy ngược lại còn quả bóng chày thì bay trở lại vào tay người ném bóng. Sau khi trận đấu kết thúc, một người bạn của Brown đưa ông về nhà. Đến nơi, vợ ông Brown trở nên giận dữ và tấn công người bạn đó vì nghĩ rằng chính ông đã khiến chồng bà trở nên say xỉn tới như vậy.

## Sản xuất

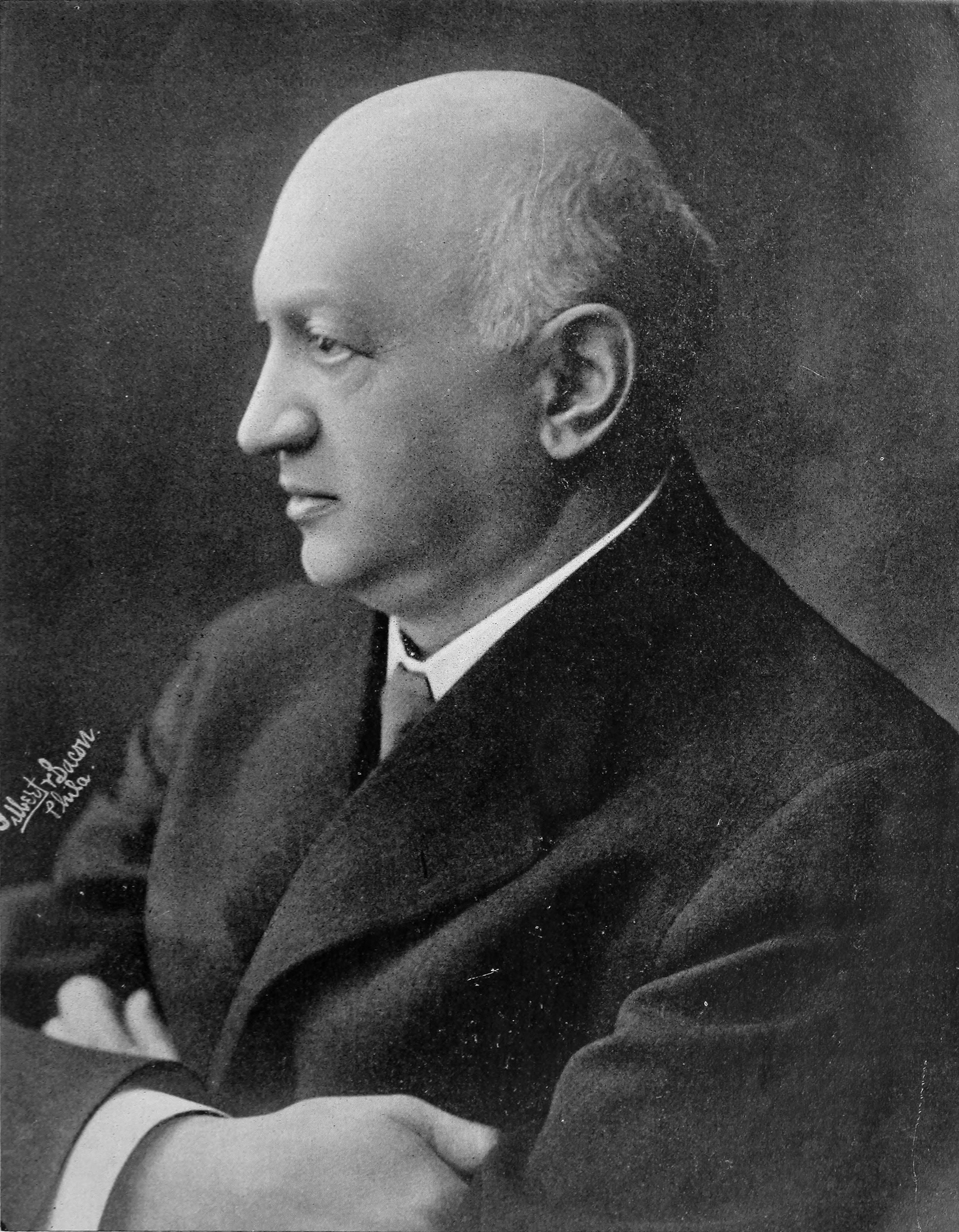
Siegmund Lubin năm 1913. Công ty của ông đã sản xuất và phát hành How Brown Saw the Baseball Game.

How Brown Saw the Baseball Game được sản xuất bởi công ty Sản xuất Lubin, một công ty do nhà tiên phong điện ảnh người Mỹ gốc Đức Siegmund Lubin sáng lập. Vào thời điểm thực hiện bộ phim, công ty vẫn đều đặn sản xuất và phát hành tới ba bộ phim mỗi tuần. Danh tính của đạo diễn và dàn diễn viên của bộ phim hiện vẫn là một bí ẩn.
Khoảng 110m phim đã được sử dụng để thực hiện bộ phim câm trắng đen này Đối với những cảnh diễn ra tại sân bóng, các nhà làm phim đã sử dụng một hiệu ứng đặc biệt để cho các cầu thủ bóng chày trông như đang chạy ngược. Vào ngày 26 tháng 10 năm 1907, Siegmund Lubin đăng ký bản quyền cho bộ phim với tựa đề How Jones Saw the Baseball Game.

## Phát hành và tiếp nhận
Công ty Sản xuất Lubin trình chiếu How Brown Saw the Baseball Game từ ngày 16 tháng 11 năm 1907 đến cuối tháng 8 năm 1908. Bộ phim thường được phát hành dưới dạng phim chiếu đôi cùng với Neighbors Who Borrow, một bộ phim hài ngắn có nội dung  người đàn ông cho hàng xóm của mình vay gần như tất cả mọi thứ ông sở hữu cho đến khi vợ ông trở về nhà và mắng ông ấy vì làm như vậy.
Các quảng cáo cho How Brown Saw the Baseball Game giới thiệu rằng phim "rất vui", còn Lubin thì quảng bá nó như một "trò hề hài hước". Tác phẩm nhận sự đánh giá tích cực trong số ra tháng 6 năm 1908 của tờ The Moving Picture World, mô tả bộ phim là "thực sự hài hước" và là "một thành công thực sự".
Các tác phẩm hiện đại thường cho rằng How Brown Saw the Baseball Game là một phiên bản khác mà Công ty Sản xuất Lubin sản xuất lại bộ phim hài How the Office Boy Saw the Ball Game đạo diễn bởi Edwin S. Porter, một bộ phim do Edison Studios phát hành năm 1906 về một nhân viên văn phòng lẻn ra khỏi nơi làm việc để xem một trận bóng chày nhưng lại nhận ra chủ của mình ở một chỗ ngồi gần đó. Công ty Sản xuất Lubin vốn được biết tới với việc sản xuất các bộ phim có cốt truyện được sao chép từ các tác phẩm khác. Ví dụ tiêu biểu cho việc này là các tác phẩm được nhái lại từ Edison Studios như Uncle Tom's Cabin và The Great Train Robbery. Trong cuốn sách Hollywood: The Golden Era, tác giả Jack Spears viết rằng How Brown Saw the Baseball Game và How the Office Boy Saw the Ball Game "thực tế đã sử dụng cùng một cốt truyện". Bài viết "The Baseball Film: to 1920" của Rob Elderman trên tờ Base Ball cũng ghi nhận những điểm tương đồng trong cốt truyện của hai tác phẩm.
Tính đến  năm 2024, chưa có một bản phát hành How Brown Saw the Baseball Game nào được tìm thấy; nhiều khả năng bộ phim đã bị thất lạc. Nếu được tìm ra, bộ phim sẽ thuộc phạm vi công cộng.